# مهرجان شراب الشعير التشيكي

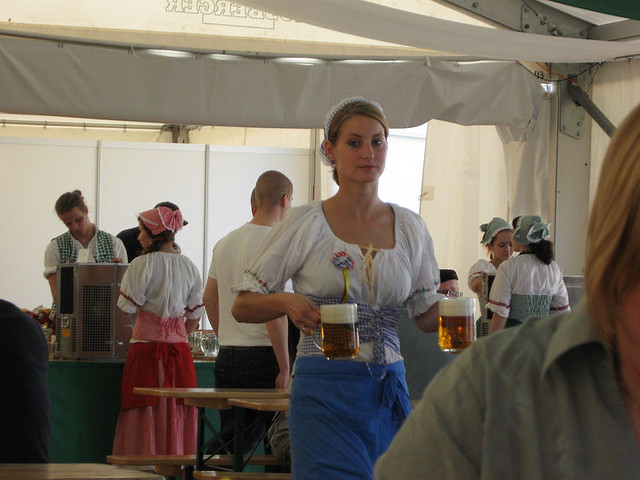

هو أكبر مهرجان للشعير في جمهورية الشيك، يستمر لمدة 17 يوم في شهر مايو من  كل عام في براغا. مميزات الاحتفال يختلف حول 120 نوع مختلف من الشعير يتضمن 70 نوع من المنتجات التشيكية وانواع أجنبية أخرى، من ضمنهم أنواع من الولايات المتحدة وبريطانيا حوالي 10 آلاف مقعد وخدمات لحوالي 200 فتاة وولد يلبسون الزي التشيكي التقليدي.
وضعت جريدة التايمز البريطانية في عام 2012 المهرجان من ضمن 40 حدث عالمي يجب عليك زيارته.
سابقا اعتاد الزائرون استخدام عملة خاصة «التولار» ليدفعوا للشعير والطعام. ولكن الآن أصبح باستخدام بطاقة مغناطيسية والتي تمكن الزائرون من وضع أي كمية من المال.
أول نسخة صغيرة من المهرجان خارج البلد كانت في شهر سبتمبر عام 2010 في فرانكفورت، العام التالي انتشر إلى برلين وموسكو. أكبر نسخة كانت في حديقة في موسكو، بعدد حوالي 10 آلاف مقعد. في عام 2013 حدث في شيكاغو ونيويورك.